# 宇奈根
宇奈根（日语：／ Unane */?）
1. 東京都、神奈川縣多摩川沿岸的地名。過去在行政區劃上屬同一地區，因多摩川河道變遷而分離。（後述）
  1. 東京都世田谷區西南部（砧地域）的地名。
  2. 神奈川縣川崎市高津區西北部的地名。
2. 上述宇奈根地區往來多摩川兩岸的渡船「宇奈根渡船」（宇奈根の渡し）。（後述）
3. 東京都世田谷區宇奈根一丁目的小田急巴士狛12系統巴士站。

## 世田谷區宇奈根
現行行政地名為宇奈根一丁目、二丁目、三丁目。1971年實施住居表示。駒澤大學玉川校區所在地。北至野川，南至多摩川，西至東名高速道路。

### 交通
本地沒有鐵路車站，可利用狛12（小田急）、玉05（東急）、玉06（東急）、玉07（東急）、玉07（小田急）、玉08（小田急）系統等巴士出入二子玉川站、成城學園前站、狛江站等。

## 川崎市高津區宇奈根
現在東側為工業區，西側為住宅區，多摩川岸邊有多摩沿線道路。
本地沒有鐵路、巴士通過，最近的鐵路車站是JR南武線久地站。

### 周邊
- 久地
- 多摩區堰

## 歷史
過去多摩川洪水頻繁，河道多次改變，宇奈根被多摩川分為兩地，過去左岸稱為「本村」，右岸稱為「宇奈根山野（山谷）」，明治時代以前有渡船「宇奈根渡船」（宇奈根の渡し，うなねのわたし）來往兩岸。
古時屬武藏國多摩郡（後北多摩郡），明治45年重劃郡境於多摩川上，右岸地域劃屬橘樹郡（後川崎市），形成現在兩岸同名的情形。

### 冰川神社

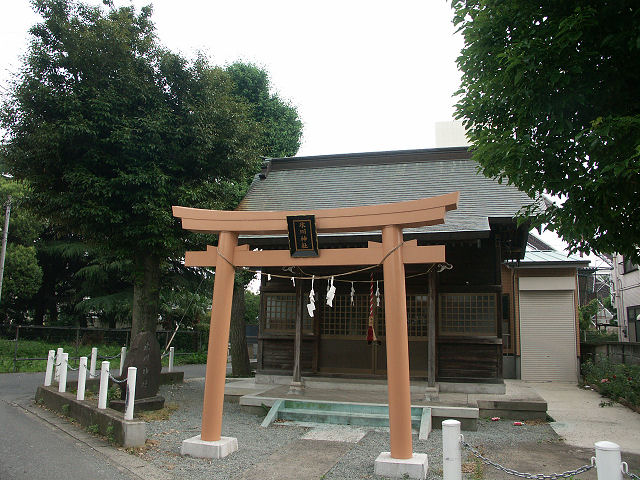
編入橘樹郡後從本村分祀的「冰川神社」。（2006年6月14日）

山野地區在明治45年編入橘樹郡，為願兩岸能共存共榮而從本村分祀冰川神社，建造山野地區的「冰川神社」。
「宇奈根字山野」的地名在經歷區劃重整後已不存在，1977年（昭和52年）為此設置紀念碑記述歷史。

### 明治以後的行政區劃
1878年（明治11年）
神奈川縣北多摩郡宇奈根村。
1889年（明治22年）
與近隣各村合併，為砧村大字宇奈根。
1893年（明治26年）
三多摩郡交由東京府管轄，為東京府北多摩郡砧村大字宇奈根。
1912年（明治45年）
多摩川右岸地域交由橘樹郡管轄，劃入高津村。
左岸地域
1936年（昭和11年）
編入東京市世田谷區，為東京市世田谷區宇奈根町。
1943年（昭和18年）
東京都制施行，為東京都世田谷區宇奈根町。
1971年（昭和46年）
實施住居表示，與鎌田、喜多見進行町界重劃，分為宇奈根一丁目至三丁目。
右岸（宇奈根山野）地域
1927年（昭和3年）
町制施行，為神奈川縣橘樹郡高津町宇奈根（字山野）。
1937年（昭和12年）
編入川崎市，為神奈川縣川崎市宇奈根。
1972年（昭和47年）
政令指定設置行政區，為神奈川縣川崎市高津區宇奈根。

## 備註
1. ↑  平成25年（2013年）の世田谷区の町丁別人口と世帯数 - 世田谷区